# 1649
Il 1649 (MDCXLIX in numeri romani) è un anno  del XVII secolo.

## Eventi
- Italia: Distruzione della città di Castro e fine del ducato di Castro.
- 9 febbraio – Esecuzione di Carlo I d'Inghilterra. Fu il primo re della storia ad essere condannato a morte.

## Nati

### Gennaio
- 12 gennaio - Jacques Carrey, pittore francese († 1726)
- 16 gennaio - Annibale Ludovico Faussone, politico italiano († 1708)
- 16 gennaio - Pompeo Sarnelli, vescovo cattolico e storico italiano († 1724)
- 18 gennaio - Guglielmo Maurizio di Nassau-Siegen, principe tedesco († 1691)
- 27 gennaio - Jean Devaux, medico e chirurgo francese († 1729)
- 28 gennaio - Antonio Vaira, vescovo cattolico italiano († 1732)
- 30 gennaio - Lionel Tollemache, III conte di Dysart, nobile e politico scozzese († 1727)

### Febbraio
- 2 febbraio - Papa Benedetto XIII, papa, vescovo cattolico e cardinale italiano († 1730)
- 6 febbraio - Augusta Maria di Holstein-Gottorp, nobile tedesca († 1728)
- 8 febbraio - Giovanni Antonio Andreoni, gesuita italiano († 1716)
- 8 febbraio - Gabriel Daniel, storico e gesuita francese († 1728)
- 22 febbraio - Bon Boullogne, pittore, incisore e decoratore francese († 1717)
- 23 febbraio - John Blow, organista e compositore inglese († 1708)

### Marzo
- 1º marzo - Angela Maria della Concezione, religiosa e scrittrice spagnola († 1690)
- 3 marzo - John Floyer, medico inglese († 1734)
- 12 marzo - Giovanni Alberto Badoer, cardinale e patriarca cattolico italiano († 1714)
- 12 marzo - Govert Bidloo, medico, anatomista e poeta olandese († 1713)
- 13 marzo - Simone Enrico di Lippe-Detmold, nobile tedesco († 1697)
- 19 marzo - Marie Morin, scrittrice, storica e monaca cristiana canadese († 1730)

### Aprile
- 5 aprile - Elihu Yale, statunitense († 1721)
- 8 aprile - Charles Berkeley, II conte di Berkeley, diplomatico inglese († 1710)
- 9 aprile - James Scott, I duca di Monmouth, nobile e militare inglese († 1685)
- 11 aprile - Federica Amalia di Danimarca, principessa danese († 1704)
- 16 aprile - Jan Luyken, poeta, pittore e incisore olandese († 1712)
- 17 aprile - María Luisa Manrique de Lara y Gonzaga, nobildonna spagnola († 1721)
- 17 aprile - Carlo Enrico di Lorena, principe francese († 1723)

### Maggio
- 4 maggio - Augustinus Terwesten, pittore, disegnatore e incisore olandese († 1711)
- 6 maggio - Cataldo Amodei, compositore italiano († 1693)
- 24 maggio - Antonio Giannettini, compositore, organista e cantante italiano († 1721)
- 27 maggio - Francesco Bonesana, vescovo cattolico italiano († 1709)

### Giugno
- 8 giugno - Jan Kazimierz Denhoff, cardinale e vescovo cattolico polacco († 1697)
- 8 giugno - Juan Francisco Pacheco, nobile spagnolo († 1718)
- 13 giugno - Adrien Baillet, presbitero, teologo e letterato francese († 1706)
- 19 giugno - Serafino Pasolino, abate italiano († 1715)
- 24 giugno - Antonio Bulifon, editore francese († 1707)

### Luglio
- 19 luglio - Carlo d'Assia-Wanfried, nobile tedesco († 1711)
- 20 luglio - William Bentinck, I conte di Portland, militare e diplomatico inglese († 1709)
- 23 luglio - Papa Clemente XI, papa, vescovo cattolico e cardinale italiano († 1721)

### Agosto
- 7 agosto - Carlo Giuseppe d'Asburgo, nobile e vescovo cattolico austriaco († 1664)
- 19 agosto - Sigismondo Chigi, cardinale italiano († 1678)
- 20 agosto - Teresa del Po, pittrice, incisore e miniaturista italiana († 1713)
- 23 agosto - Camillo III Gonzaga, nobile italiano († 1727)

### Settembre
- 4 settembre - Giovanni Cesare Netti, compositore e prete italiano († 1686)
- 5 settembre - Francisco Antonio Fernández de Velasco y Tovar, politico e militare spagnolo († 1716)
- 5 settembre - Louise de Kérouaille, nobile († 1734)
- 10 settembre - Bernardo I di Sassonia-Meiningen, nobile († 1706)
- 12 settembre - Giuseppe Maria Tomasi, cardinale italiano († 1713)
- 15 settembre - Titus Oates, presbitero inglese († 1705)
- 21 settembre - Robbert Duval, pittore, incisore e decoratore olandese († 1732)

### Ottobre
- 7 ottobre - Guglielmo di Nassau-Zuylestein, I conte di Rochford, militare e diplomatico olandese († 1709)
- 16 ottobre - Johann Franz Eckher von Kapfing und Liechteneck, vescovo cattolico tedesco († 1727)

### Novembre
- 2 novembre - Giovanni Adolfo I di Sassonia-Weissenfels, duca († 1697)
- 2 novembre - Esmé Stewart, II duca di Richmond, nobile inglese († 1660)
- 7 novembre - Carlo Benedetto Giustiniani, II principe di Bassano, nobile italiano († 1679)
- 10 novembre - Joseph Andrault de Langeron, ammiraglio francese († 1711)
- 30 novembre - Marziale Carpinoni, pittore italiano († 1724)

### Dicembre
- 2 dicembre - Jean-Baptiste Corneille, pittore, incisore e insegnante francese († 1695)
- 2 dicembre - Tommaso Maria Ferrari, cardinale italiano († 1716)
- 17 dicembre - Robert Sidney, IV conte di Leicester, nobile inglese († 1702)

### Senza giorno specificato
- John Arundell, II barone Arundell di Trerice, politico inglese († 1698)
- Giuseppe Antonio Bernabei, compositore italiano († 1732)
- Atanasio Bimbacci, pittore italiano
- Louis Boivin, scrittore francese († 1724)
- John Cary, mercante, scrittore e economista inglese († 1720)
- Pascal Collasse, compositore francese († 1709)
- John Drummond, I conte di Melfort, nobile scozzese († 1714)
- George Gordon, I duca di Gordon, nobile scozzese († 1716)
- Franciscus Gysbrechts, pittore fiammingo
- Ambrogio Imperiale, doge († 1729)
- Frances Jennings, nobildonna inglese († 1731)
- Godfried Maes, pittore fiammingo († 1700)
- Maria Anna Mancini, duchessa italiana († 1714)
- Marcos Rama, vescovo cattolico e teologo spagnolo († 1709)
- Maria Ernestina di Schwarzenberg, nobile boema († 1719)
- Daniello Solaro, scultore italiano († 1726)
- Paul van Somer II, incisore e disegnatore olandese († 1696)
- Carlo Giuseppe Giovan Battista Tana, nobile, diplomatico e scrittore italiano († 1713)
- Thomas Tew, pirata inglese († 1695)
- Cristóbal de Villalpando, pittore messicano († 1714)
- Nicolaes Visscher II, incisore, editore e illustratore olandese († 1702)
- Carlo Filiberto d'Este, nobile († 1703)

## Morti

### Gennaio
- 3 gennaio - Paganino Gaudenzi, scrittore, teologo e presbitero svizzero (n. 1595)
- 9 gennaio - Carlo I Doria Del Carretto, nobile e generale italiano (n. 1576)
- 22 gennaio - Alessandro Turchi, pittore italiano (n. 1578)
- 23 gennaio - Philip Herbert, IV conte di Pembroke, nobile, politico e scrittore inglese (n. 1584)
- 30 gennaio - Carlo I d'Inghilterra, sovrano britannico (n. 1600)

### Febbraio
- 7 febbraio - Giovanni Tommaso Malloni, vescovo cattolico e teologo italiano (n. 1579)
- 10 febbraio - Stefano Sauli, arcivescovo cattolico italiano
- 11 febbraio - Maria di Hohenzollern, nobile (n. 1579)
- 12 febbraio - Giovanni Antonio I di Eggenberg, nobile, politico e diplomatico austriaco (n. 1610)
- 12 febbraio - Lucida Mansi, nobildonna italiana
- 12 febbraio - Agostino Spinola, cardinale e arcivescovo cattolico italiano (n. 1597)
- 14 febbraio - Akita Toshisue, militare giapponese (n. 1598)
- 28 febbraio - John Elphinstone, II Lord di Balmerino, nobile scozzese

### Marzo
- 2 marzo - Antonio Pérez, teologo, filosofo e gesuita spagnolo (n. 1599)
- 3 marzo - Maria d'Austria, religiosa austriaca (n. 1584)
- 9 marzo - James Hamilton, I duca di Hamilton, nobile e generale scozzese (n. 1606)
- 9 marzo - Henry Rich, I conte di Holland, nobile, militare e politico inglese (n. 1590)
- 9 marzo - Nicolas Vauquelin Des Yveteaux, poeta francese (n. 1567)
- 16 marzo - Giovanni de Brébeuf, missionario, presbitero e gesuita francese (n. 1593)
- 17 marzo - Gabriele Lalemant, gesuita e missionario francese (n. 1610)
- 19 marzo - Cristoforo Giarda, vescovo cattolico italiano (n. 1595)
- 20 marzo - Juan Gutiérrez, vescovo cattolico spagnolo (n. 1578)
- 23 marzo - Alfonso Gonzaga, arcivescovo cattolico italiano (n. 1588)
- 26 marzo - John Winthrop il Vecchio, politico e teologo inglese (n. 1588)

### Aprile
- 1º aprile - Juan Bautista Maíno, pittore spagnolo (n. 1578)
- 1º aprile - Johann Vierdanck, violinista e compositore tedesco (n. 1605)
- 14 aprile - Nasir bin Murshid, sovrano omanita
- 16 aprile - Giannettino Gonzaga, religioso e teologo italiano (n. 1602)
- 22 aprile - Cinzia Gonzaga, religiosa italiana (n. 1589)
- 22 aprile - Marcos de Torres y Rueda, vescovo cattolico spagnolo (n. 1591)
- 24 aprile - Ferdinando Donno, poeta italiano (n. 1591)
- 24 aprile - Francesco Ingoli, presbitero e giurista italiano (n. 1578)
- 29 aprile - Dodo, principe e generale cinese (n. 1614)

### Maggio
- 3 maggio - Ariodante Bettei, commediografo italiano (n. 1578)
- 14 maggio - Elisabetta Maddalena di Pomerania, duchessa tedesca (n. 1580)
- 16 maggio - Vincenzio Galilei,  italiano (n. 1606)

### Giugno
- 3 giugno - Manuel de Faria e Sousa, nobile, scrittore e storico portoghese (n. 1590)
- 6 giugno - Vincenzo Carafa, gesuita italiano (n. 1585)
- 10 giugno - Giulio Aleni, gesuita, missionario e astronomo italiano (n. 1582)
- 17 giugno - Francesco Maria Torrigio, archeologo italiano (n. 1580)
- 18 giugno - Juan Martínez Montañés, scultore e pittore spagnolo (n. 1568)
- 20 giugno - Richard Brandon, boia britannico (n. 1591)
- 20 giugno - Maria Tesselschade Visscher, poetessa olandese (n. 1594)
- 27 giugno - Chikurin-in, nobildonna giapponese (n. 1579)
- 28 giugno - Gioacchino Assereto, pittore italiano (n. 1600)
- 30 giugno - Simon Vouet, pittore e disegnatore francese (n. 1590)

### Luglio
- 11 luglio - Susanna Hall,  inglese (n. 1583)
- 20 luglio - Alessandro Varotari, pittore italiano (n. 1588)
- 25 luglio - Orazio Giustiniani, cardinale italiano (n. 1580)

### Agosto
- 1º agosto - Paweł Piasecki, vescovo cattolico e politico polacco (n. 1579)
- 7 agosto - Maria Leopoldina d'Asburgo (n. 1632)
- 10 agosto - Vittoria Farnese, duchessa (n. 1618)
- 15 agosto - Dorotea di Brunswick-Lüneburg, principessa (n. 1570)
- 18 agosto - Andrea Camassei, pittore e incisore italiano (n. 1602)
- 20 agosto - Jacob Bidermann, gesuita e scrittore tedesco (n. 1578)
- 25 agosto - Richard Crashaw, poeta inglese (n. 1612)
- 25 agosto - Thomas Shepard, teologo inglese (n. 1605)
- 30 agosto - Johann Vesling, anatomista e botanico tedesco (n. 1598)

### Settembre
- 2 settembre - Abraham Matthijs, pittore fiammingo (n. 1581)
- 6 settembre - Robert Dudley, conte di Warwick, navigatore e cartografo inglese (n. 1573)
- 15 settembre - Pietro Paolo Corbarelli, scultore italiano (n. 1589)
- 15 settembre - Francesco Gessi, pittore italiano (n. 1588)
- 16 settembre - Ann Cunningham, nobildonna scozzese
- 21 settembre - Guido Fassi, inventore e artista italiano (n. 1584)
- 21 settembre - Charles Mellin, pittore francese
- 22 settembre - Alessandra Bocchineri, nobildonna italiana (n. 1600)
- 27 settembre - Bellerofonte Castaldi, musicista, compositore e poeta italiano
- 28 settembre - Ottavio Vernizzi, compositore e organista italiano (n. 1569)

### Ottobre
- 8 ottobre - Lorenzo Tramalli, vescovo cattolico e diplomatico italiano (n. 1577)
- 9 ottobre - Pier Maria Campi, religioso e storico italiano (n. 1569)
- 13 ottobre - Giovanni Diodati, teologo italiano (n. 1576)
- 23 ottobre - Paolo Maruscelli, architetto italiano (n. 1594)
- 28 ottobre - Blanche Somerset, nobile inglese (n. 1583)

### Novembre
- 2 novembre - Antonino Alberti, pittore italiano (n. 1600)
- 6 novembre - Owen Roe O'Neill, generale irlandese
- 9 novembre - Galeazzo Arconati, nobile e mecenate italiano (n. 1580)
- 19 novembre - Agostinho Barbosa, teologo, giurista e vescovo cattolico portoghese (n. 1590)
- 19 novembre - Caspar Schoppe, umanista tedesco (n. 1576)
- 22 novembre - John Wemyss, I conte di Wemyss, politico scozzese (n. 1586)
- 30 novembre - Giuseppe La Napola da Trapani, francescano, filosofo e teologo italiano (n. 1586)

### Dicembre
- 4 dicembre - John Egerton, I conte di Bridgewater, nobile e politico inglese (n. 1579)
- 4 dicembre - William Drummond di Hawthornden, poeta e storico scozzese (n. 1585)
- 6 dicembre - Lodovico Melzi, nobile italiano (n. 1594)
- 7 dicembre - Carlo Garnier, presbitero e missionario francese (n. 1605)
- 8 dicembre - Noël Chabanel, religioso, missionario e santo francese (n. 1613)
- 19 dicembre - Gil Carrillo de Albornoz, cardinale spagnolo (n. 1581)
- 19 dicembre - Federico Savelli, generale italiano (n. 1583)
- 30 dicembre - Jacques du Chevreuil, scienziato francese (n. 1595)

### Senza giorno specificato
- Şekerpare Hatun, nobildonna ottomana
- Alessandro Adimari, letterato e grecista italiano (n. 1579)
- Jean Androuet du Cerceau, architetto francese (n. 1585)
- Paolo Antonio Barbieri, pittore italiano (n. 1603)
- Jean-Baptiste Barbé, incisore, editore e mercante d'arte fiammingo (n. 1578)
- Pietro Battista Borgo, storico italiano
- Jaroslav Bořita z Martinic, politico ceco (n. 1582)
- Federico Brunori, pittore italiano (n. 1566)
- Castellino Castello, pittore italiano
- Juan Pedro Fontanella, giurista spagnolo (n. 1576)
- Giovanni Paolo Foscarini, chitarrista, liutista e compositore italiano
- Antonino Galeani, poeta italiano
- Théodore Godefroy, storico francese (n. 1580)
- George Gordon, II marchese di Huntly, nobile inglese (n. 1592)
- Richard Holdsworth, religioso e teologo inglese (n. 1590)
- Filiberta Madruzzo, nobildonna italiana (n. 1626)
- Katherine Manners, nobile inglese (n. 1603)
- Giulio Mencaglia, artista italiano
- Claude Mollet, architetto del paesaggio francese (n. 1564)
- Martín de Mujica y Buitrón, generale spagnolo
- Ustad Ahmad Lahauri, architetto persiano (n. 1580)
- Isaak van Ostade, pittore olandese (n. 1621)
- Agostino Pallavicini, doge (n. 1577)
- Carlo Pellegrini, pittore italiano (n. 1605)
- Endymion Porter, politico britannico (n. 1587)
- Giovanni Maria Sabino, compositore e organista italiano (n. 1588)
- Giovanni Salamon, politico e militare italiano (n. 1592)
- Antonio Santarelli, teologo e gesuita italiano (n. 1569)
- Alessandro Sergardi, vescovo cattolico italiano (n. 1596)
- Akashi Shiganosuke, lottatore di sumo giapponese (n. 1600)
- Jean Sirmond, poeta e storiografo francese (n. 1589)
- Bonaventura Stabile, poeta e religioso italiano (n. 1586)
- Famiano Strada, gesuita, storico e letterato italiano (n. 1572)
- David Teniers il Vecchio, pittore fiammingo (n. 1582)
- Gerhard Johannes Voss, teologo, filologo e storico olandese (n. 1577)
- Christoph Wamser, architetto e gesuita tedesco (n. 1575)
- Walter Yonge, politico e mercante inglese (n. 1579)
- Kara Musa Pascià, politico e militare ottomano
- Sakızlı Mehmed Pascià, funzionario ottomano
- Sofu Mehmed Pascià, politico ottomano

## Calendario
| Calendario 1649 | Calendario 1649 | Calendario 1649 | Calendario 1649 | Calendario 1649 | Calendario 1649 | Calendario 1649 | Calendario 1649 | Calendario 1649 | Calendario 1649 | Calendario 1649 | Calendario 1649 | Calendario 1649 | Calendario 1649 | Calendario 1649 | Calendario 1649 | Calendario 1649 | Calendario 1649 | Calendario 1649 | Calendario 1649 | Calendario 1649 | Calendario 1649 | Calendario 1649 | Calendario 1649 | Calendario 1649 | Calendario 1649 | Calendario 1649 | Calendario 1649 | Calendario 1649 | Calendario 1649 | Calendario 1649 | Calendario 1649 | Calendario 1649 |
| --------------- | --------------- | --------------- | --------------- | --------------- | --------------- | --------------- | --------------- | --------------- | --------------- | --------------- | --------------- | --------------- | --------------- | --------------- | --------------- | --------------- | --------------- | --------------- | --------------- | --------------- | --------------- | --------------- | --------------- | --------------- | --------------- | --------------- | --------------- | --------------- | --------------- | --------------- | --------------- | --------------- |
|                 | 1               | 2               | 3               | 4               | 5               | 6               | 7               | 8               | 9               | 10              | 11              | 12              | 13              | 14              | 15              | 16              | 17              | 18              | 19              | 20              | 21              | 22              | 23              | 24              | 25              | 26              | 27              | 28              | 29              | 30              | 31              |                 |
| Gennaio         | Ve              | Sa              | Do              | Lu              | Ma              | Me              | Gi              | Ve              | Sa              | Do              | Lu              | Ma              | Me              | Gi              | Ve              | Sa              | Do              | Lu              | Ma              | Me              | Gi              | Ve              | Sa              | Do              | Lu              | Ma              | Me              | Gi              | Ve              | Sa              | Do              |                 |
| Febbraio        | Lu              | Ma              | Me              | Gi              | Ve              | Sa              | Do              | Lu              | Ma              | Me              | Gi              | Ve              | Sa              | Do              | Lu              | Ma              | Me              | Gi              | Ve              | Sa              | Do              | Lu              | Ma              | Me              | Gi              | Ve              | Sa              | Do              |                 |                 |                 |                 |
| Marzo           | Lu              | Ma              | Me              | Gi              | Ve              | Sa              | Do              | Lu              | Ma              | Me              | Gi              | Ve              | Sa              | Do              | Lu              | Ma              | Me              | Gi              | Ve              | Sa              | Do              | Lu              | Ma              | Me              | Gi              | Ve              | Sa              | Do              | Lu              | Ma              | Me              |                 |
| Aprile          | Gi              | Ve              | Sa              | Do              | Lu              | Ma              | Me              | Gi              | Ve              | Sa              | Do              | Lu              | Ma              | Me              | Gi              | Ve              | Sa              | Do              | Lu              | Ma              | Me              | Gi              | Ve              | Sa              | Do              | Lu              | Ma              | Me              | Gi              | Ve              |                 |                 |
| Maggio          | Sa              | Do              | Lu              | Ma              | Me              | Gi              | Ve              | Sa              | Do              | Lu              | Ma              | Me              | Gi              | Ve              | Sa              | Do              | Lu              | Ma              | Me              | Gi              | Ve              | Sa              | Do              | Lu              | Ma              | Me              | Gi              | Ve              | Sa              | Do              | Lu              |                 |
| Giugno          | Ma              | Me              | Gi              | Ve              | Sa              | Do              | Lu              | Ma              | Me              | Gi              | Ve              | Sa              | Do              | Lu              | Ma              | Me              | Gi              | Ve              | Sa              | Do              | Lu              | Ma              | Me              | Gi              | Ve              | Sa              | Do              | Lu              | Ma              | Me              |                 |                 |
| Luglio          | Gi              | Ve              | Sa              | Do              | Lu              | Ma              | Me              | Gi              | Ve              | Sa              | Do              | Lu              | Ma              | Me              | Gi              | Ve              | Sa              | Do              | Lu              | Ma              | Me              | Gi              | Ve              | Sa              | Do              | Lu              | Ma              | Me              | Gi              | Ve              | Sa              |                 |
| Agosto          | Do              | Lu              | Ma              | Me              | Gi              | Ve              | Sa              | Do              | Lu              | Ma              | Me              | Gi              | Ve              | Sa              | Do              | Lu              | Ma              | Me              | Gi              | Ve              | Sa              | Do              | Lu              | Ma              | Me              | Gi              | Ve              | Sa              | Do              | Lu              | Ma              |                 |
| Settembre       | Me              | Gi              | Ve              | Sa              | Do              | Lu              | Ma              | Me              | Gi              | Ve              | Sa              | Do              | Lu              | Ma              | Me              | Gi              | Ve              | Sa              | Do              | Lu              | Ma              | Me              | Gi              | Ve              | Sa              | Do              | Lu              | Ma              | Me              | Gi              |                 |                 |
| Ottobre         | Ve              | Sa              | Do              | Lu              | Ma              | Me              | Gi              | Ve              | Sa              | Do              | Lu              | Ma              | Me              | Gi              | Ve              | Sa              | Do              | Lu              | Ma              | Me              | Gi              | Ve              | Sa              | Do              | Lu              | Ma              | Me              | Gi              | Ve              | Sa              | Do              |                 |
| Novembre        | Lu              | Ma              | Me              | Gi              | Ve              | Sa              | Do              | Lu              | Ma              | Me              | Gi              | Ve              | Sa              | Do              | Lu              | Ma              | Me              | Gi              | Ve              | Sa              | Do              | Lu              | Ma              | Me              | Gi              | Ve              | Sa              | Do              | Lu              | Ma              |                 |                 |
| Dicembre        | Me              | Gi              | Ve              | Sa              | Do              | Lu              | Ma              | Me              | Gi              | Ve              | Sa              | Do              | Lu              | Ma              | Me              | Gi              | Ve              | Sa              | Do              | Lu              | Ma              | Me              | Gi              | Ve              | Sa              | Do              | Lu              | Ma              | Me              | Gi              | Ve              |                 |